# ميغيل أنخيل جامبوا
ميغيل أنخيل جامبوا (بالإسبانية: Miguel Ángel Gamboa)‏ (21 يونيو 1951 في تشيلي - ) هو لاعب كرة قدم تشيلي في مركز الهجوم، شارك في كأس العالم 1982. وشارك مع منتخب تشيلي لكرة القدم. أما مع النوادي، فقد لعب مع أوداكس إيتاليانو وكولو-كولو ونادي أمريكا ونادي أونيفرسيداد دي تشيلي ونادي تيكوس.

## وصلات خارجية
- ميغيل أنخيل جامبوا على موقع قاعدة بيانات كرة القدم.إي يو (الإنجليزية)
- ميغيل أنخيل جامبوا على موقع ناشيونال فوتبول تيمز (الإنجليزية)